# Zen+
Zen+ è il nome in codice per l'architettura di AMD  successore di Zen, immessa sul mercato nell'aprile del 2018.

## Descrizione tecnica
Zen+ utilizza il processo produttivo a 12 nm della GlobalFoundries, ottimizzazione del processo a 14nm utilizzato nell'architettura Zen, dalla quale vengono introdotte solo minori modifiche nel design. Questo significa che le dimensioni del chip è simile a quella Zen. Il processo di ottimizzazione permette a Zen+ di ottenere velocità di clock maggiori con un minor consumo. Altre modifiche conosciute all'architettura sono: migliore gestione delle velocità di clock in risposta al carico di lavoro, latenza tra cache e memoria ridotta, banda verso la cache aumentata e miglior support della memoria DDR4 SDRAM.
Zen+ porta anche miglioramenti nella gestione dei clock per core, basandosi sull'utilizzo dello stesso e le temperature della CPU. Questo nuovo approccio è commercializzato sotto il nome di Precision Boost 2 e XFR2 (eXtended Frequency Range 2), evoluzione della prima versione utilizzato nell'architettura Zen. Zen XFR metteva a disposizione ulteriori 50-200 MHz (in passi da 25 MHz) di boost di clock oltre al massimo previsto da Precision Boost. In Zen+, XFR2 non ha più il ruolo di fornire una seconda fonte di clock boost ma i dati di temperatura ed utilizzo dei core provenienti da XFR vengono messi a disposizione del sistema Precision Boost 2 per gestire il clock di core ed il consumo dei singoli core.
I cambiamenti effettuati in Zen+ hanno prodotto un miglioramento del 3% sulle IPC rispetto a Zen; che unite ad della velocità di clock aumentate del 6% possono produrre un miglioramento delle prestazioni del 10% .

## Modelli

### Desktop
| Modello                   | Data di introduzione sul mercato | Core (thread) | Clock (GHz) | Clock (GHz) | Cache       | Cache           | Cache       | Socket      | PCIe lanes  | Memory support         | TDP         |
| Modello                   | Data di introduzione sul mercato | Core (thread) | Base        | PB2         | L1          | L2              | L3          | Socket      | PCIe lanes  | Memory support         | TDP         |
| Entry-level               | Entry-level                      | Entry-level   | Entry-level | Entry-level | Entry-level | Entry-level     | Entry-level | Entry-level | Entry-level | Entry-level            | Entry-level |
| ------------------------- | -------------------------------- | ------------- | ----------- | ----------- | ----------- | --------------- | ----------- | ----------- | ----------- | ---------------------- | ----------- |
| Ryzen 3 2300X             | 11 settembre 2018                | 4 (4)         | 3.5         | 4.0         | ?           | 512 KB per core | 8 MB        | AM4         | 24          | DDR4-2933 dual-channel | 65 W        |
| Mainstream                |                                  |               |             |             |             |                 |             |             |             |                        |             |
| Ryzen 5 2500X             | 11 settembre 2018                | 4 (8)         | 3.6         | 4.0         | ?           | 512 KB per core | 8 MB        | AM4         | 24          | DDR4-2933 dual-channel | 65 W        |
| Ryzen 5 2600E             | 11 settembre 2018                | 6 (12)        | 3.1         | 4.0         | ?           | 512 KB per core | 16 MB       | AM4         | 24          | DDR4-2666 dual-channel | 45 W        |
| Ryzen 5 2600              | 19 Aprile 2018                   | 6 (12)        | 3.4         | 3.9         | ?           | 512 KB per core | 16 MB       | AM4         | 24          | DDR4-2933 dual-channel | 65 W        |
| Ryzen 5 2600X             | 19 Aprile 2018                   | 6 (12)        | 3.6         | 4.2         | ?           | 512 KB per core | 16 MB       | AM4         | 24          | DDR4-2933 dual-channel | 95 W        |
| Performance               |                                  |               |             |             |             |                 |             |             |             |                        |             |
| Ryzen 7 2700E             | 11 settembre 2018                | 8 (16)        | 2.8         | 4.0         | ?           | 512 KB per core | 16 MB       | AM4         | 24          | DDR4-2666 dual-channel | 45 W        |
| Ryzen 7 2700              | 19 aprile 2018                   | 8 (16)        | 3.2         | 4.1         | ?           | 512 KB per core | 16 MB       | AM4         | 24          | DDR4-2933 dual-channel | 65 W        |
| Ryzen 7 PRO 2700X         | 6 settembre 2018                 | 8 (16)        | 3.6         | 4.1         | ?           | 512 KB per core | 16 MB       | AM4         | 24          | DDR4-2933 dual-channel | 105 W       |
| Ryzen 7 2700X             | 19 aprile 2018                   | 8 (16)        | 3.7         | 4.3         | ?           | 512 KB per core | 16 MB       | AM4         | 24          | DDR4-2933 dual-channel | 105 W       |
| High-end desktop (HEDT)   |                                  |               |             |             |             |                 |             |             |             |                        |             |
| Ryzen Threadripper 2920X  | ottobre 2018                     | 12 (24)       | 3.5         | 4.3         | ?           | 512 KB per core | 32 MB       | TR4         | 64          | DDR4-2933 quad-channel | 180 W       |
| Ryzen Threadripper 2950X  | 31 agosto 2018                   | 16 (32)       | 3.5         | 4.4         | ?           | 512 KB per core | 32 MB       | TR4         | 64          | DDR4-2933 quad-channel | 180 W       |
| Ryzen Threadripper 2970WX | ottobre 2018                     | 24 (48)       | 3.0         | 4.2         | ?           | 512 KB per core | 64 MB       | TR4         | 64          | DDR4-2933 quad-channel | 250 W       |
| Ryzen Threadripper 2990WX | 13 agosto 2018                   | 32 (64)       | 3.0         | 4.2         | ?           | 512 KB per core | 64 MB       | TR4         | 64          | DDR4-2933 quad-channel | 250 W       |

### Mobile
- Picasso APU